# Spineshank
Spineshank ist eine US-amerikanische Nu-Metal/Alternative-Metal-Band.

## Bandgeschichte
Spineshank wurde im Februar 1996 gegründet. Ursprünglich waren der Sänger Jonny Santos, der Gitarrist Mike Sarkisyan und Tom Decker am Schlagzeug Teil der Gruppe „Basic Enigma“. Diese war stark vom Album Demanufacture geprägt, welches 1995 von Fear Factory herausgebracht worden war und somit als Auslöser der Gründung Spineshanks angesehen werden kann. Später vervollständigte der Bassist Robert Garcia die neu entstandene Band. Die Band fand schnell Kontakt zum Gitarrist Dino Cazares von Fear Factory, der ihnen unmittelbar, nachdem er das Demo-Band gehört hatte, anbot, als Vorgruppe von Fear Factory im Whiskey A-Go-Go in Los Angeles aufzutreten. Dies führte zu anderen Auftritten mit Bands wie Coal Chamber, Snot, Soulfly, Sepultura und Danzig.
Spineshank bekam einen Vertrag beim Label Roadrunner Records. Ihr erstes Studioalbum Strictly Diesel wurde im September 1998 veröffentlicht, bei dem Burton C. Bell, Sänger von Fear Factory, auf dem Track Stain singt. Height of Callousness wurde zwei Jahre später produziert. Es dauerte ganze drei Jahre, bis Spineshank ihr letztes Album Self-Destructive Pattern veröffentlichten. Das Lied Smothered wurde im Jahr 2003 für den Grammy in der Kategorie Best Metal Performance nominiert
Später verließ Jonny Santos die Band und die restlichen Mitglieder suchten daraufhin nach einem neuen Sänger, der nach offizieller Verlautbarung vom 7. November 2005 mit Brandon Espinoza gefunden wurde. Im September 2008 gab die Band offiziell ihre Reunion mit Ex-Sänger Jonny Santos bekannt. Seitdem arbeiten sie an dem Nachfolger zu Self-Destructive Pattern. Kurze Zeit nach Bekanntgabe der Reunion folgt auch schon die erste Hörprobe zum neuen Stück Born Conform Repent. Dabei handelt es sich allerdings nur um eine Demoaufnahme.
Zwischen 2009 und 2011 spielten Spineshank einige Konzerte in Amerika und veröffentlichten drei Studiovideos auf ihrer MySpace-Seite, in denen man Einblicke in die Studioaufnahmen bekommt. Zwischenzeitlich zeigte sich Johnny Santos auch mit seiner zweiten Band Silent Civilian, die ebenfalls ein paar Konzerte gab und Mitte 2010 ein zweites Studioalbum veröffentlichte. Im Frühjahr 2011 meldeten sich Spineshank zurück und verkündeten die Veröffentlichung eines neuen Albums. Man suche lediglich noch nach einer Plattenfirma, die das schon fertig produzierte Album veröffentlichte. Das neue Album trägt den Titel Anger Denial Acceptance. Ende 2011 wurden die ersten zwei Songs sowie die Tracklist veröffentlicht. Die Titel der Songs sind Anger Denial Acceptance und Murder Suicide. Am 15. Juni 2012 ist Anger Denial Acceptance in Deutschland erschienen.

## Diskografie

### Studioalben
| Jahr | Titel Musiklabel                             | Höchstplatzierung, Gesamtwochen, AuszeichnungChartplatzierungen (Jahr, Titel, Musiklabel, Platzierungen, Wochen, Auszeichnungen, Anmerkungen) | Höchstplatzierung, Gesamtwochen, AuszeichnungChartplatzierungen (Jahr, Titel, Musiklabel, Platzierungen, Wochen, Auszeichnungen, Anmerkungen) | Anmerkungen                                               |
| Jahr | Titel Musiklabel                             | UK | US | Anmerkungen                                               |
| ---- | -------------------------------------------- | --- | --- | --------------------------------------------------------- |
| 1998 | Stricktly Diesel Roadrunner Records          | — | — | Erstveröffentlichung: 22. September 1998                  |
| 2000 | The Height of Callousness Roadrunner Records | UK— SilberUK | US183 (1 Wo.)US | Erstveröffentlichung: 10. Oktober 2000 Verkäufe: + 60.000 |
| 2003 | Self-Destructive Pattern Roadrunner Records  | UK83 (1 Wo.)UK | US89 (80 Wo.)US | Erstveröffentlichung: 9. September 2003                   |
| 2012 | Anger Denial Acceptance Century Media        | — | — | Erstveröffentlichung: 19. Juni 2012                       |

### Kompilationen
- 2008: The Best of Spineshank

### Singles
| Jahr | Titel Album                           | Höchstplatzierung, Gesamtwochen, AuszeichnungChartplatzierungen (Jahr, Titel, Album, Platzierungen, Wochen, Auszeichnungen, Anmerkungen) | Höchstplatzierung, Gesamtwochen, AuszeichnungChartplatzierungen (Jahr, Titel, Album, Platzierungen, Wochen, Auszeichnungen, Anmerkungen) | Anmerkungen                        |
| Jahr | Titel Album                           | UK | US | Anmerkungen                        |
| ---- | ------------------------------------- | --- | --- | ---------------------------------- |
| 2001 | New Disease The Height of Callousness | UK83 (1 Wo.)UK | — | Erstveröffentlichung: Februar 2001 |

## Auszeichnungen für Musikverkäufe
Anmerkung: Auszeichnungen in Ländern aus den Charttabellen bzw. Chartboxen sind in ebendiesen zu finden.
| Land/RegionAuszeichnungen für Musikverkäufe (Land/Region, Auszeichnungen, Verkäufe, Quellen) | Silber  | Gold | Platin | Verkäufe | Quellen   |
| -------------------------------------------------------------------------------------------- | ------- | ---- | ------ | -------- | --------- |
| Vereinigtes Königreich (BPI)                                                                 | Silber1 | —    | —      | 60.000   | bpi.co.uk |
| Insgesamt                                                                                    | Silber1 | —    | —      |          |           |